# Packaging Corporation of America
Packaging Corporation of America (NYSE: PKG) er en amerikansk producent af bølgepapemballage, der er baseret i Lake Forest, Illinois. De har 15.500 ansatte.
Virksomheden blev etableret i 1959 ved en konsolidering mellem tre virksomheder og overtid blev den overtaget af Tenneco i 1965. I 1999 blev virksomheden genetableret.